# Велика Враховина
Велика Враховина (хорв. Velika Vranovina) — населений пункт у Хорватії, у Сисацько-Мославинській жупанії у складі громади Топусько.

## Населення
Населення за даними перепису 2011 року становило 150 осіб.
Динаміка чисельності населення поселення:

## Клімат
Середня річна температура становить 10,77 °C, середня максимальна – 25,19 °C, а середня мінімальна – -5,88 °C. Середня річна кількість опадів – 1073 мм.
| Клімат поселення                              | Клімат поселення | Клімат поселення | Клімат поселення | Клімат поселення | Клімат поселення | Клімат поселення | Клімат поселення | Клімат поселення | Клімат поселення | Клімат поселення | Клімат поселення | Клімат поселення | Клімат поселення |
| Показник                                      | Січ.             | Лют.             | Бер.             | Квіт.            | Трав.            | Черв.            | Лип.             | Серп.            | Вер.             | Жовт.            | Лист.            | Груд.            |                  |
| Середній максимум, °C                         | 7,15             | 8,81             | 13,30            | 17,53            | 22,02            | 25,19            | 24,31            | 23,66            | 20,18            | 15,33            | 9,39             | 5,37             |                  |
| Середня температура, °C                       | 0,64             | 2,29             | 6,77             | 11,03            | 15,51            | 18,66            | 20,34            | 19,68            | 16,20            | 11,34            | 5,41             | 1,38             |                  |
| Середній мінімум, °C                          | −5,88            | −4,22            | 0,26             | 4,50             | 9,00             | 12,14            | 16,37            | 15,72            | 12,22            | 7,36             | 1,44             | −2,59            |                  |
| Норма опадів, мм                              | 66               | 66               | 76               | 89               | 91               | 99               | 94               | 94               | 100              | 103              | 110              | 85               |                  |
| Середньомісячна швидкість вітру, м/с          | 1.60             | 1.74             | 2.13             | 2.06             | 1.88             | 1.70             | 1.70             | 1.53             | 1.50             | 1.57             | 1.66             | 1.67             |                  |
| Середньомісячна сонячна радіація, кДж/м²·день | 4313             | 7015             | 10615            | 15119            | 19316            | 21336            | 22497            | 19542            | 14395            | 9023             | 4773             | 3519             |                  |
| --------------------------------------------- | ---------------- | ---------------- | ---------------- | ---------------- | ---------------- | ---------------- | ---------------- | ---------------- | ---------------- | ---------------- | ---------------- | ---------------- | ---------------- |
| Джерело:                                      |                  |                  |                  |                  |                  |                  |                  |                  |                  |                  |                  |                  |                  |